# Chrissie Wellington
Chrissie Wellington est le diminutif de Christine Ann Wellington née le 18 février 1977 à Bury St Edmunds en Grande-Bretagne, triathlète professionnelle, quadruple championne du monde d'Ironman, en 2007, 2008, 2009 et 2011.

## Biographie

### Jeunesse et études
Christine Wellington est née à Bury St Edmunds dans le Suffolk et a grandi à Feltwell, un petit village dans le Norfolk. Elle pratique la natation dans son adolescence et pratique d'autre sports éducatif. Elle fait ses études à l'école polyvalent locale la Downham Market High School où elle est membre de plusieurs équipes sportives mais s'adonne tout d'abord à la poursuite de ses études.
Après l'obtention d'un diplôme avec mention en géographie de l'Université de Birmingham en 1998, elle parcours le monde pendant deux ans, un voyage qui lui fait prendre conscience des nombreux problèmes qui existent dans le monde. En 2000, soutenue par une bourse du conseil de recherche économique et sociale de 10 000 livres Sterling, elle s'inscrit à un cours de maîtrise en études de développement à l'Université de Manchester. Elle est diplômée avec mention en octobre 2001.

### Engagement professionnel et social
En 2001, Christine Wellington rejoint l'agence gouvernementale britannique DEFRA à Londres pour travailler sur la politique de développement international. Au DEFRA, elle fait partie de l'équipe qui négocie pour le Royaume-Uni lors du sommet mondial sur le développement durable, elle s'implique dans le suivi des engagements du gouvernement britannique sur l'eau et l'assainissement. Elle a également travaillé sur la politique des reconstructions environnementale post-conflit. Elle pratique en amateur pendant cette période la course à pied longue distance et s'essaye au triathlon. Elle participe pendant ces années à des compétitions locales sur distance S et M.
Lassée par « la bureaucratie et de la paperasse », elle prend en septembre 2004 un congé sabbatique et part travailler au Népal pour Rural Reconstruction Nepal (RRN), une ONG népalaise basée dans la capitale Katmandou. Elle réussit à mettre en œuvre un programme d'assainissement complet, piloté par la communauté de Salyan, un quartier touché par le conflit dans l'ouest du pays. Elle réalise également de nombreuses autres tâches de structuration pour cette ONG, y compris l'édition de livres et la rédaction de documents. Elle quitte le Népal à la fin de 2005, elle se rend en Nouvelle-Zélande, en Tasmanie et en Argentine avant de retourner à son ancien poste au DEFRA en mai 2006.

### Le choix du triathlon professionnel
Chrissie Wellington commence à envisager de prendre le risque d'abandonner son emploi pour devenir triathlète professionnel. En janvier 2007, sur la recommandation d'un ami, elle se rend en Suisse pour demander l'avis de l'entraîneur de triathlon australien, Brett Sutton. Dans les cinq jours qui suivent, elle remet sa démission au DEFRA et s'envole vers la Thaïlande pour rejoindre la Team TBB  sur leur base à Phuket. Elle devient professionnelle, s'engage dans des compétitions courtes distances et connait rapidement quelques succès à Bangkok et à Subic Bay. À son retour au Royaume-Uni, elle s'engage sur de plus longues distances et finit 5e de l'half de Wimbleball. En août 2007, elle participe à son premier grand défi sur distance XL, en prenant le départ du difficile triathlon EDF Alpe d'Huez. Malgré une crevaison, elle termine l'étape vélo avec 19 min 30 s d'avance sur sa première poursuivante, Sione Jongstra. Elle remporte ce premier succès international en 6 h 43 min 15 s, succès qu'elle renouvelle en 2008, établissant un record féminin invaincu en 2014 avec un temps de 6 h 18 min 25 s. Cette même année Brett Sutton, lui suggère de participer à un Ironman, malgré les réserves qu'elles émet sur son niveau de préparation et après dix jours d'acclimatation sur la base thaïlandaise de la TBB, elle prend le départ de l'Ironman Corée. Malgré le temps chaud et humide, elle termine avec plus de 50 minutes d'avance sur la deuxième Yasuko Miyazaki. En remportant cette course, elle obtient sa qualification pour le championnat du monde d'Ironman à Kona (Hawaï).

### Championnats du monde d'Ironman et ITU
Chrissie Wellington, participe à son premier championnat du monde d'Ironman à Kailua-Kona, le 13 octobre 2007. Elle remporte le titre et la prime de 110 000 dollars (USD) en clôturant l’épreuve en 9 h 8 min 45 s. Avec cinq minutes d'avance sur la deuxième Samantha McGlone et un temps de 2 h 59 min 58 s sur le marathon, deuxième temps le plus rapide enregistré en 2007, par une femme sur le parcours. Elle crée une des plus grandes surprises de l’histoire de l’Ironman de Kona. Un exploit salué par la presse spécialisée, tant il demeure quasiment impossible de remporter cette course lors d'une première participation. Sa victoire est décrite comme « un des plus grands chocs de l’histoire de ce sport ».
En 2008, elle rencontre sur les championnats du monde de triathlon longue distance, la tenante du record sur distance Ironman, la Néerlandaise Yvonne van Vlerken qui court à domicile. Elle remporte la compétition et le titre avec une domination de dix sept minutes sur sa seconde, la Danoise Charlotte Coulter et dix neuf sur Yvonne van Verklen qui termine à la troisième place. En octobre, elle retourne à Kona pour défendre le titre Ironman. Elle conserve sa couronne en établissant un nouveau record du marathon en 2 h 57 min 44 s. Malgré la perte de près de dix minutes sur le parcours vélo à la suite d'une crevaison, elle termine avec près de quinze minutes d'avance sur la deuxième, Yvonne van Vlerken.
En octobre 2008 elle annonce qu'elle quitte la Team TTB non s'en avoir rendu hommage aux qualités de son entraineur Brett Sutton, pour le travail et les succès qu'elle remporte grâce à lui, mais estime qu'il est temps pour elle de prendre d'autres directions. Elle choisit tout d'abord Cliff English, mari de sa concurrente Samantha McGlone, mais s'en sépare rapidement pour entamer une collaboration avec Simon Lessing.

### Fin de carrière sportive
Tout en laissant une porte ouverte sur un retour à la compétition, Chrissie Wellington annonce officiellement le 16 janvier 2012 qu'elle prend une année sabbatique, afin de passer plus de temps avec sa famille et ses amis au Royaume-Uni. En 2012 elle se consacre à la promotion de son livre autobiographique : A Life Without Limits ainsi qu'aux Jeux olympiques d'été de 2012 à Londres. Elle tient à participer sous une forme ou une autre à ces jeux, dans son pays natal, n'ayant jamais été qualifiée. Elle rejoint l'équipe de commentateur de la BBC pour les épreuves de triathlon. Elle souhaite également se consacrer aux organismes de bienfaisance qu'elle soutient, comme la fondation Blazeman pour la SLA, des programmes d'éducation de jeunes filles au Népal ou encore, la Challended Athletes Foundation.

### Reconversion
Elle donne naissance à son premier enfant en 2015 avec son compagnon Tom Lowe triathlète vétéran également et elle est reçue comme officier de l'Ordre de l'Empire britannique. Elle reprend ses activités pour le gouvernement comme conseillère de développement international et dans la reconstruction rurale. Elle s'implique dans l'aide humanitaire au Népal. Sa présence dans le milieu sportif continue pour soutenir une meilleure représentation des femmes dans le sport. Elle parraine en 2016, le premier marathon Bristol-Bath.

## Palmarès
Le tableau présente les résultats les plus significatifs (podium) obtenus sur le circuit international de triathlon depuis 2007.
| Année | Compétition                                  | Pays           | Position           | Temps           |
| ----- | -------------------------------------------- | -------------- | ------------------ | --------------- |
| 2011  | Ironman Afrique du Sud                       | Afrique du Sud | Médaille d'or      | 8 h 33 min 56 s |
| 2011  | Challenge Roth                               | Allemagne      | Médaille d'or      | 8 h 18 min 13 s |
| 2011  | Ironman - Championnat du monde à Kailua-Kona | États-Unis     | Médaille d'or      | 8 h 55 min 8 s  |
| 2011  | Ironman 70.3 Kansas                          | États-Unis     | Médaille d'or      | 4 h 11 min 8 s  |
| 2010  | Ironman Arizona                              | États-Unis     | Médaille d'or      | 8 h 57 min 10 s |
| 2010  | Challenge Roth                               | Allemagne      | Médaille d'or      | 8 h 19 min 13 s |
| 2010  | Ironman 70.3 Kansas                          | États-Unis     | Médaille d'or      | 4 h 7 min 49 s  |
| 2009  | Ironman Australie                            | Australie      | Médaille d'or      | 8 h 57 min 10 s |
| 2009  | Challenge Roth                               | Allemagne      | Médaille d'or      | 8 h 31 min 59 s |
| 2009  | Ironman - Championnat du monde à Kailua-Kona | États-Unis     | Médaille d'or      | 8 h 54 min 2 s  |
| 2009  | Ironman 70.3 Kansas                          | États-Unis     | Médaille d'or      | 4 h 14 min 52 s |
| 2008  | Championnat du monde longue distance         | Pays-Bas       | Médaille d'or      | 6 h 12 min 44 s |
| 2008  | Ironman Allemagne                            | Allemagne      | Médaille d'or      | 8 h 51 min 25 s |
| 2008  | Ironman Australie                            | Australie      | Médaille d'or      | 9 h 3 min 55 s  |
| 2008  | Ironman - Championnat du monde à Kailua-Kona | États-Unis     | Médaille d'or      | 9 h 6 min 23 s  |
| 2007  | Ironman Corée du Sud                         | Corée du Sud   | Médaille d'or      | 9 h 54 min 37 s |
| 2007  | Ironman - Championnat du monde à Kailua-Kona | États-Unis     | Médaille d'or      | 9 h 8 min 45 s  |
| 2007  | Ironman 70.3 Singapour                       | Singapour      | Médaille de bronze | 4 h 19 min 18 s |